# WTA Challenger de Dalian
O WTA Challenger de Dalian – ou Dalian Open, na última edição – foi um torneio de tênis profissional feminino, de nível WTA 125K.
Realizado em Dalian, na China, estreou em 2015 e durou três edições. Os jogos eram disputados em quadras duras durante o mês de setembro.

## Finais

### Simples
| Ano  | Campeã            | Vice-campeã    | Resultado          |
| ---- | ----------------- | -------------- | ------------------ |
| 2017 | Kateryna Kozlova  | Vera Zvonareva | 6–4, 6–2           |
| 2016 | Kristýna Plíšková | Misa Eguchi    | 7–5, 4–6, 2–5, ab. |
| 2015 | Zheng Saisai      | Julia Glushko  | 2–6, 6–1, 7–5      |

### Duplas
| Ano  | Campeãs                      | Vice-campeãs                         | Resultado         |
| ---- | ---------------------------- | ------------------------------------ | ----------------- |
| 2017 | Lu Jingjing You Xiaodi       | Guo Hanyu Ye Qiuyu                   | 7–62, 4–6, [10–5] |
| 2016 | Lee Ya-hsuan Kotomi Takahata | Nicha Lertpitaksinchai Jessy Rompies | 6–2, 6–1          |
| 2015 | Zhang Kailin Zheng Saisai    | Chan Chin-wei Darija Jurak           | 6–3, 6–4          |